# QBZ-191
QBZ-191 (кит. 191式自动步枪; піньїнь: Yāo jiǔ yāo Shì Zìdòng Bùqiāng) — китайська штурмова гвинтівка під набій 5,8×42 мм, розроблена та виготовлена компанією Norinco як стандартна зброя піхоти нового покоління для Народно-визвольної Армії і Народної збройної поліції.
«QBZ» розшифровується як «легка зброя (Qīng Wŭqì) — гвинтівка (Bùqiāng) — автомат (Zìdòng)». Нову гвинтівку було офіційно представлено на військовому параді з нагоди 70-ї річниці Національного дня 1 жовтня 2019 року, її несли солдати Сухопутних сил НВАК і Народної збройної поліції. Вона має поступово замінити сімейство гвинтівок QBZ-95 у китайській армії.

## Історія
До появи QBZ-191 китайська армія здебільшого використовувала гвинтівки QBZ-95 компонування булпап, але китайські фірми почали розробку гвинтівок зі звичайним компонуванням у 2014 році, до розробки та тендерного процесу було залучено кілька виробників. У 2016 і 2017 роках в Інтернет з’явилися різні прототипи нової збройової системи.
Гвинтівка QBZ-191 була розроблена науково-дослідним інститутом Norinco 208, який також розробив штурмову гвинтівку QBZ-95. За словами директора 208 науково-дослідного інституту, QBZ-191 є компонентом нової «Інтегрованої бойової системи солдатів» (单兵综合作战系统), яка спрямована на капітальний ремонт піхотного обладнання НВАК.
QBZ-191 вперше було показано на китайському національному параді 2019 року, вона має поступово замінити сімейство гвинтівок QBZ-95 у китайській армії. Основною причиною заміни QBZ-95 на нову автоматичну гвинтівку вважаються характерні для компоновки булл-пап проблеми, які під час реальної масової експлуатації у військах зводять нанівець її переваги. Наприклад, ускладнене перезаряджання та зміна центру ваги при неповному магазині. QBZ-191 як і його попередник був створений під патрон 5,8×42 мм.

## Конструкція
У порівнянні з булпап QBZ-95, QBZ-191 використовує традиційне компонування зі значно покращеною ергономікою, зручністю використання обома руками та більшою надійністю в різних умовах. Варіанти відрізняються різною довжиною ствола та конфігураціями цівки. Вкорочену версію автомата несли екіпажі транспортних засобів під час параду 2019 року.
Гвинтівка QBZ-191 оснащена рейкою Пікатінні на всю довжину зверху і в стандартній комплектації поставляється з новою призматичною денною оптикою з 3-кратним збільшенням QMK152 і QMK-171A, також доступний тепловізійний приціл. 
Варіант DMR оснащений новим снайперським прицілом зі змінним збільшенням 3–8,6× під назвою QMK-191, також може бути оснащений цифровим прицілом нічного бачення/тепловізором IR5118. Гвинтівка також оснащена запасними прицільними пристосуваннями, які можна скласти, коли вони не використовуються. Основний корпус розділений на верхню та нижню частини ствольної коробки, обидві виконані з алюмінієвого сплаву та з'єднані двома штифтами, а цівка, пістолетна рукоятка та телескопічний приклад виготовлені з полімерного матеріалу. Цівка дозволяє вибірково встановлювати невеликі секції рейок Пікатінні через отвори для гвинтів, що дозволяє прикріпити різні аксесуари, такі як ліхтарик, лазер, передня рукоятка та сошки. Рукоятка заряджання розташована праворуч, а кнопка спуску затвора з лівої, над заглибленням для вставлення магазина. Зброя використовує принцип роботи відведення порохових газів з поворотним затвором.
Гвинтівка має покращену ергономіку, вона оснащена 4-позиційним регульованим прикладом, двостороннім перемикачем режимів вогню та подовженою клямкою магазина, розташованою перед спусковою скобою, для швидкої перезарядки та покращення поводження зі зброєю в рукавицях. Новий полімерний магазин має перероблений рел'єф поверхні для кращого захоплення та вікно для перевірки кількості набоїв. Збройова платформа також може бути оснащена багнетом і глушником.
За повідомленнями китайських ЗМІ, гвинтівка QBZ-191 виготовлена під власний китайський проміжний патрон калібру 5,8×42 мм з модернізованим боєприпасом DBP-191, який має покращені балістичні характеристики на середніх і далеких дистанціях.

## Варіанти

### QBZ-191
Стандартна версія, штурмова гвинтівка з довжиною ствола 368,3 мм.

### QBZ-192
Вкорочений варіант з довжиною ствола 266,7 мм.

### QBU-191[8]
Марксменська гвинтівка з ефективною дальністю стрільби на 800 м, оснащена довгим, важким, вивішеним стволом, подовженою цівкою, коробчатим магазином на 30 патронів та оптичним прицілом QMK-191 зі змінним збільшенням 3–8,6×. Повністю збережений автоматичний режим вогню, то ж гвинтівку можна легко перетворити на легкий кулемет із барабанним магазином.